# Révolte de la Légion tchécoslovaque
La révolte de la Légion tchécoslovaque est une série d'actions armées des Légions tchécoslovaques durant la guerre civile russe contre les autorités bolchéviques, elle commença en mai 1918 et persista jusqu'à l'évacuation de la Légion de Sibérie en Europe en 1920,. La révolte, survenue dans les régions de la Volga, de l'Oural et de la Sibérie le long du Transsibérien, était une réaction à une menace initiée par les bolcheviks en partie à la suite du traité de Brest-Litovsk. Une conséquence secondaire majeure des victoires de la Légion sur les bolcheviks a été de catalyser l'activité antibolchévique en Sibérie, notamment du Comité des membres de l'Assemblée constituante, et de donner un coup de pouce majeur aux forces antibolchéviques ou blanches, prolongeant probablement la guerre civile russe,.

## Contexte
Peu après le début de la Première Guerre mondiale, les Tchèques et les Slovaques vivant dans l'Empire russe ont demandé au tsar Nicolas II de créer une force, au service de l'Empire russe, pour lutter contre l'Autriche-Hongrie. Les motivations étaient mitigées. L'Autriche-Hongrie, un empire multiethnique, comprenait les terres natales des Tchèques et des Slovaques, mais les pétitionnaires considéraient qu'elle supprimait le nationalisme et les aspirations des peuples tchèques et slovaques et préféraient combattre l'Autriche-Hongrie pour indépendance. En outre, en tant qu'étrangers ennemis dans un empire hostile, ils risquaient de perdre leurs biens et d'être internés, quelle que soit leur opinion sur leur empire d'origine.
Au départ, une force de quatre compagnies a été levée. Les victoires russes sur l'Autriche-Hongrie, en particulier au début de la guerre, ont rapidement permis de constituer un réservoir de prisonniers de guerre, et en 1916, les autorités russes ont commencé à recruter parmi les prisonniers de guerre austro-hongrois afin d'accroître la Légion tchécoslovaque, en ajoutant deux régiments.  Le Comité national tchécoslovaque à Paris encourage ces efforts avec le soutien officiel de la France. Alors que la guerre se poursuit, la loyauté des diverses nationalités minoritaires envers l'Autriche-Hongrie s'affaiblit. À la fin de 1917, la Légion en Russie comptait plus de 60 000 soldats.
Après la révolution de Février en 1917, la République russe a remplacé l'Empire russe. Après la révolution d'Octobre de 1917, qui a porté les bolcheviks au pouvoir et signalé la fin imminente de la belligérance russe, la situation de la Légion est devenue complexe. En janvier 1918, le président Woodrow Wilson des États-Unis a publié les Quatorze points, articulant explicitement dans le dixième point le soutien américain à la dissolution de l'Autriche-Hongrie avec autodétermination par ethnie.
En février, les autorités bolchéviques d'Ukraine accordent à la Légion la permission de se retirer de Russie, au moyen d'un long voyage en train jusqu'à Vladivostok après de longues négociations. Cependant, le 18 février, avant que les Tchécoslovaques n'aient quitté l'Ukraine, les puissances centrales lancent l'opération Faustschlag sur le front oriental pour forcer les bolcheviks à accepter ses conditions de paix. Début mars, la Légion a vaincu une force allemande numériquement supérieure qui tentait de la détruire lors de la bataille de Bakhmatch, livrée au nord-est de Kiev. . Une défaite aurait probablement impliqué une exécution sommaire pour les soldats de la Légion, en tant que traîtres à l'Autriche-Hongrie.
Après que la Légion ait réussi à quitter l'Ukraine en direction de l'est, exécutant un retrait combattant, des représentants du Conseil national tchécoslovaque ont continué à négocier avec les autorités bolchéviques à Moscou et à Penza pour faciliter l'évacuation. Le 25 mars, les deux parties signent l'accord de Penza, dans lequel la Légion doit rendre toutes ses armes, sauf celles de sa garde personnelle, en échange d'un passage ferroviaire vers Vladivostok.
Cependant, la Légion et les bolcheviks se méfient les uns des autres.,. Les dirigeants de la Légion soupçonnaient les bolcheviks de chercher à obtenir les faveurs des puissances centrales, tandis que les bolcheviks considéraient la Légion comme une menace, un outil potentiel pour une intervention antibolchevique des Alliés, tout en cherchant simultanément à utiliser la Légion pour manifester juste assez de soutien aux Alliés pour les empêcher d'intervenir sous prétexte que les bolcheviks étaient trop pro-allemands ; et dans le même temps, les bolcheviks, qui ont désespérément besoin de troupes professionnelles, tentent également de convaincre la Légion de s'incorporer à l'Armée rouge. La lenteur de l'évacuation par le Transsibérien est exacerbée par les pénuries de transport : comme convenu dans le traité de Brest-Litovsk, les bolcheviks donnent la priorité au rapatriement vers l'ouest des prisonniers de guerre allemands, autrichiens et hongrois.

## Chronologie

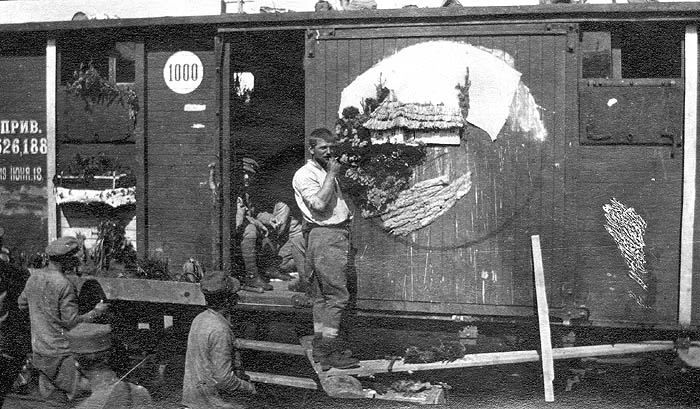
« Quartier » de la Légion tchécoslovaque.

Fin avril, les bolcheviks déplacent la famille royale russe à Yekaterinburg. En mai, alors que les troupes de la Légion se déplaçaient lentement vers l'est par chemin de fer dans des conditions d'insécurité et de tension, les anciens prisonniers de guerre restés fidèles aux puissances centrales, y compris même quelques Tchèques et Slovaques, se déplaçaient en priorité vers l'ouest sous la protection explicite des Bolcheviks. Le 14 mai, à Tcheliabinsk, un train en direction de l'est transportant des forces de la Légion, des Tchèques et des Slovaques favorables aux Alliés et qui cherchaient à obtenir l'indépendance de l'Autriche-Hongrie, rencontra un train en direction de l'ouest transportant des Hongrois, fidèles à l'Autriche-Hongrie et aux puissances centrales, qui considéraient les troupes de la Légion comme des traîtres. ,.
Un conflit armé à courte distance s'ensuit, alimenté par les nationalismes rivaux. La Légion a vaincu les loyalistes hongrois. En réponse, les bolcheviks locaux interviennent et arrêtent certaines troupes de la Légion.  La Légion attaque alors les bolcheviks, prend d'assaut la gare, libère ses hommes et s'empare effectivement de la ville de Tcheliabinsk tout en coupant la liaison ferroviaire bolchevique vers la Sibérie.
Cet incident est finalement réglé pacifiquement mais il est utilisé par le régime bolchevique pour ordonner le désarmement de la Légion car l'épisode avait menacé Ekaterinbourg, à 140 miles de là, et déclenché des hostilités plus larges dans toute la Sibérie, au cours desquelles les bolcheviks perdirent progressivement le contrôle du chemin de fer et de la région la Légion a rapidement occupé d'autres villes sur le Transsibérien, notamment Petropavl, Kurgan, Novonikolaevsk, Mariinsk, Nizhneudinsk et Kansk. Bien que la Légion n'ait pas spécifiquement cherché à intervenir du côté anti-bolchevique dans la guerre civile russe et qu'elle ait seulement cherché à assurer une sortie sûre de la Russie. La défaite bolchevique en Sibérie permet aux organisations d'officiers antibolchéviques ou russes blancs de prendre l'avantage, renversant les bolcheviks à Petropavl et Omsk.. En juin, la Légion, qui s'était officieusement rangée du côté des bolcheviks pour des raisons de protection et de commodité, s'empare de Samara, permettant ainsi la formation du premier gouvernement local antibolchevique en Sibérie, le Komuch, formé le 8 juin. Le 13 juin, les Blancs forment le Gouvernement provisoire de Sibérie à Omsk. Le commandant de la 1re division légionnaire Stanislav Čeček a donné un ordre :
…Notre détachement - une avant-garde des forces alliées, notre seul objectif - reconstruire le front anti-allemand en Russie en collaboration avec les Russes et nos alliés…
.
En juillet, les troupes russes blanches commandées par Vladimir Kappel prennent Syzran, tandis que les troupes tchécoslovaques prennent Kouznetsk. Les forces antibolchéviques avancent vers Saratov et Kazan. En Sibérie occidentale, Jan Syrový prend Tyumen, en Sibérie orientale Radola Gajda prend Irkoutsk et plus tard Chita.

## Retraite

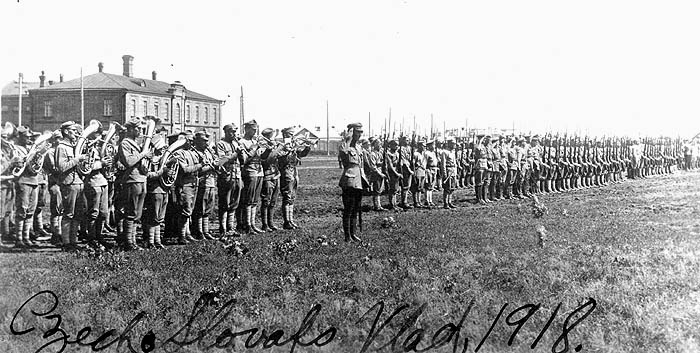
Troupes tchécoslovaques à Vladivostok

En août, les troupes alliées, principalement japonaises, débarquent à Vladivostok. À l'automne, l'Armée rouge contre-attaque et bat les Blancs en Sibérie occidentale. En octobre, la Tchécoslovaquie est proclamée nouvellement indépendante. En novembre, l'Autriche-Hongrie s'effondre et la Première Guerre mondiale prend fin, ce qui intensifie le désir des membres de la Légion de quitter la Russie, d'autant plus que la nouvelle Tchécoslovaquie est confrontée à l'opposition de ses voisins et à des conflits armés avec eux. Au début de 1919, les troupes de la Légion ont commencé à se retirer vers le Transsibérien. Le 27 janvier 1919, le commandant de la Légion Jan Syrový revendique le Transsibérien entre Novonikolaevsk et Irkoutsk comme zone d'opération tchécoslovaque, interférant ainsi avec les efforts des Russes blancs en Sibérie.
Au début de 1920, à Irkoutsk, en échange d'un transit sûr vers l'est pour les trains tchécoslovaques, Syrový accepta de livrer Aleksandr Kolchak aux représentants du Centre politique rouge, qui exécutèrent Kolchak en février. À cause de cela, et aussi à cause d'une tentative de rébellion contre les Blancs, organisée par Radola Gajda à Vladivostok le 17 novembre 1919, les Blancs accusent impuissants les Tchécoslovaques de trahison.
Entre décembre 1919 et septembre 1920, la Légion évacue Vladivostok par la mer.

## Sources
- Leon Trotsky, « Comment la révolution s'est armée »
- Victor M. Fic, Les bolcheviks et la légion tchécoslovaque : L'origine de leur conflit armé, mars-mai 1918, New Delhi, Abhinav Publications, 1978 (ISBN 9788170170754, lire en ligne)
- Jonathan D. Smele, The "Russian" Civil Wars, 1916-1926 : Dix années qui ont bouleversé le monde, New York (New York), United States of America, Oxford University Press, 15 janvier 2016, 2e éd. (1re éd. 2015) (ISBN 9780190613211, lire en ligne)
- Brian Pearce, How Haig Saved Lenin, Londres, Angleterre, Royaume-Uni, Palgrave Macmillan, 1987, 1re éd., 41-49 p. (ISBN 978-1-349-18845-1, DOI 10. 1007/978-1-349-18843-7_7, lire en ligne), « The Czechoslovak Revolt and its Consequences »